# Чжан Пин (политик)
Чжан Пин (р. в январе 1946, пров. Аньхой), с 2013 года зампред ПК ВСНП, председатель Государственного комитета по развитию и реформам КНР (2008-2013).
Член КПК с августа 1979 года, член ЦК КПК 17 созыва (кандидат 16 созыва).

## Биография
По национальности ханец.
В 1992-1995 годах глава горкома г. Уху, одновременно с 1992 г. и. о., в 1993-95 гг. мэр города.
С 1995 года помощник губернатора, в 1996-1999 годах вице-губернатор пров. Аньхой.
В 1999-2005 годах замглавы парткома пров. Аньхой.
В 2005 году зампред Государственного комитета по развитию и реформам КНР.
В 2006-2008 годах ответственный секретарь Госсовета КНР.
В 2008-2013 годах председатель Государственного комитета по развитию и реформам КНР.
С марта 2013 года зампред ПК ВСНП 12-го созыва.